# Буньюель
Буньюель (ісп. Buñuel) — муніципалітет в Іспанії, у складі автономної спільноти Наварра. Населення — 2404 особи (2009).
Муніципалітет розташований на відстані близько 260 км на північний схід від Мадрида, 95 км на південь від Памплони.

## Демографія
Динаміка населення (INE ):

## Галерея зображень

Розташування муніципалітету